# Hercostomus wudangshanus
Hercostomus wudangshanus är en tvåvingeart som beskrevs av Yang 1997. Hercostomus wudangshanus ingår i släktet Hercostomus och familjen styltflugor. Inga underarter finns listade i Catalogue of Life.